# Sint-Pieterskerk (Tongerlo)

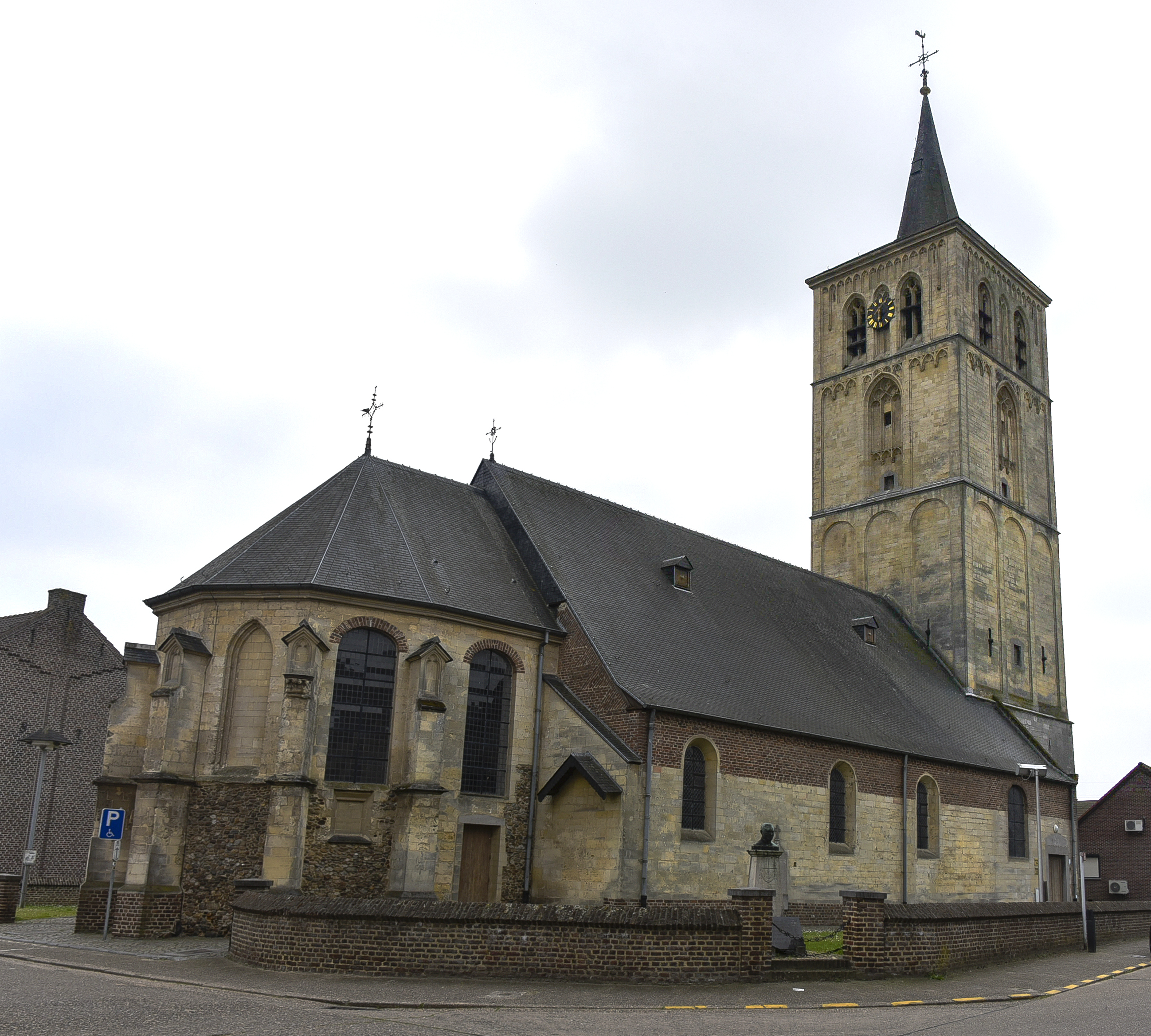
De Sint-Pieterskerk in 2023

De Sint-Pieterskerk is de parochiekerk van Tongerlo. De kerk is toegewijd aan Petrus.

## Geschiedenis
De kerk was de dochterkerk van de Sint-Pieterskerk van Elen, welke gesticht was door de Abdij van Corbie. De Tongerlose kerk werd voor het eerst vermeld in 1295.
In 1599 kochten de heren van Grevenbroek de bezittingen van deze abdij, en daarmee ook een deel van het tiendrecht.
De huidige kerk in Maaslandse gotiek kwam in plaats van de romaanse voorganger uit de 12e eeuw, waarnaar in 1980 nog opgravingen zijn verricht. Deze was opgetrokken in Maaskeien, waarvan nog enkele muurresten zichtbaar zijn, vooral in het koor. De toren stamt waarschijnlijk uit 1408, maar het zou ook 1508 kunnen zijn, getuige een slechts gedeeltelijk leesbare gevelsteen (duizend .... en acht ben ik hier aangebracht). Ze heeft vier geledingen, waarvan de onderste in kalksteen is uitgevoerd. Aan de zuidkant bevindt zich een traptoren van drie geledingen.
De gotische kerk werd in mergelsteen opgetrokken, maar eind 18e eeuw werd het schip met baksteen verhoogd, en de zoldering kreeg classicistische versieringen. Ook de zijbeuken werden toen vergroot en nieuwe scheibogen tussen schip en zijbeuken werden aangebracht. Deze rusten op de oorspronkelijke pilaren, die versierd zijn met waterbladkapitelen.

## Meubilair
De kerk bezit enkele oude beelden, zoals een Piëta in gepolychromeerd hout, en een Onze-Lieve-Vrouw met Kind op Maansikkel, welke laatste aan Jan van Steffenswert wordt toegeschreven. Al deze beelden zijn uit het begin van de 16e eeuw.
Het eikenhouten hoofdaltaar en een biechtstoel in rococostijl stammen uit het midden van de 18e eeuw. De communiebank, in barokstijl, werd vervaardigd in dezelfde tijd. Er is een 15e-eeuws wijwatervat, dat in één der zuilen is uitgespaard. Ook is er een 13e-eeuws romaans kalkstenen doopvont, dat vier maskers draagt.
Naast dit alles zijn er ook een aantal 19e-eeuwse meubelen in de kerk, in neogotische stijl.